# Juan Vicente Pérez Aras
Juan Vicente Pérez Aras (Benisanó, 13 de noviembre de 1963) es un politólogo y político valenciano, diputado al Congreso de los Diputados entre 2016 y 2019.

## Biografía
Licenciado en Ciencias Políticas y de la Administración en la Universidad CEU San Pablo, es técnico superior en protocolo y Relaciones Institucionales por la Universidad Miguel Hernández. Es vocal de la Junta Directiva de la Asociación Valenciana de Politólogos (Avapol).
Militante del Partido Popular desde joven,  ha sido secretario de área del Comité Ejecutivo Provincial de Valencia y miembro del Comité Ejecutivo del PP-Camp de Túria. Fue elegido regidor del Ayuntamiento de Benisanó en las elecciones municipales españolas de 1991, 1995, 1999 y 2003, y ha ejercido varias responsabilidades en la Diputación de Valencia.
En enero de 2015 sustituyó en su escaño a Ignacio Uriarte Ayala, elegido diputado en las elecciones generales españolas de 2011. Ha sido ponente del Proyecto de ley del Estatuto y miembro de España a Eurojust (121/135). Ha renovado el escaño a las elecciones generales españolas de 2015 y 2016.
En 2021 presentó una denuncia contra la exministra de Asuntos Exteriores, Arancha González Laya, acusándola de prevaricación, falsedad documental y encubrimiento por autorizar la entrada en España de Brahim Ghali, líder del Frente Polisario. Según un informe del CNI, Pérez Aras actuó "por cuenta de la DGED", el servicio de inteligencia exterior de Marruecos. La Audiencia Provincial de Zaragoza dio la razón a la exministra y la exculpó de los cargos denunciados.